# Luzianes-Gare
 Luzianes-Gare ist ein Ort und eine Freguesia im Alentejo in Portugal im Kreis von Odemira, mit einer Fläche von 94,4 km² und 374 Einwohnern (Stand 19. April 2021). Dies entspricht einer Bevölkerungsdichte von 4 Einw./km². 

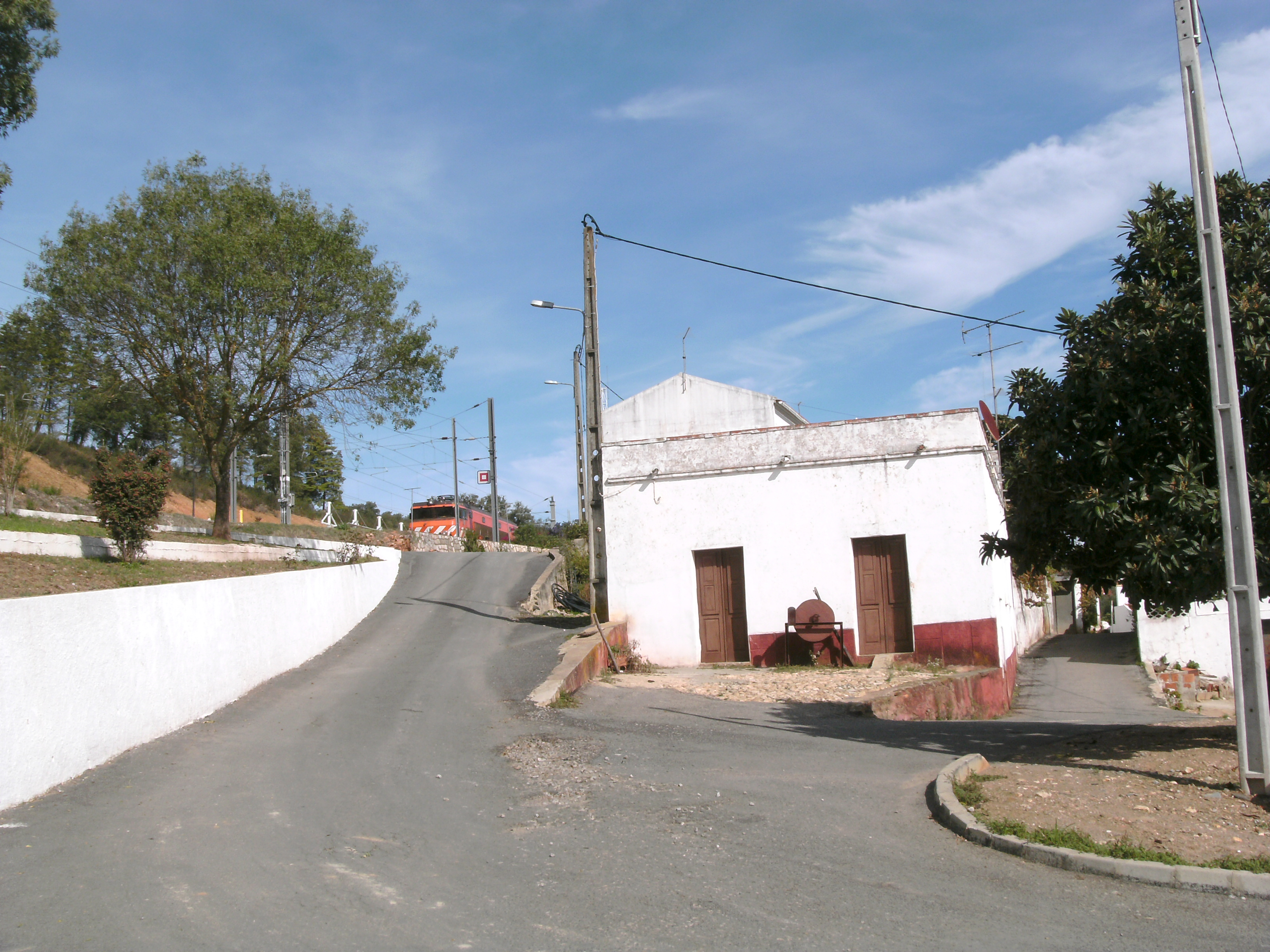
Blick zum Bahnhof

Die Nähe der beiden Stauseen Corte Brique und Santa Clara-a-Velha macht die Gemeinde von Luzianes touristisch attraktiv. Neben Wassersport wird in der Region auch viel Jagd betrieben.